# 去吧，摩西
《去吧，摩西》（英語：Go Down, Moses）是威廉·福克纳的一部长篇小说，1942年5月11日出版。小说由从属于同一主题的多篇故事组成，讲述了麦卡斯林家族的命运。这个家族是约克纳帕塔法县的几个庄园主家族之一，有着纯种白人和黑白混血两个支系。全书的时间跨度从1859年持续到1941年，是揭露种族主义、物质主义的一部力作。麦卡斯林与一女黑奴生有一女和一个儿子泰瑞乐。泰瑞乐与庄园主布钱普的儿子女奴谭妮结婚，生的后代都姓布钱普。麦卡斯林的外孙女则嫁给了爱德蒙兹。全书讲述的就是这三个家族的故事。
《去吧，摩西》是由7个相互独立的短篇故事组成的。这些故事有些曾单独发表过，但收入该书时做了大量修改。该作讲述了麦克斯林家一个多世纪的历史，探索了黑人和白人两个支系的关系。《熊》是其中最著名的一篇。主人公艾萨克从小就是孤儿，他继承祖业，山姆·法泽斯是他的精神导师，大熊“老班”也在他的精神生活中扮演了重要角色。16岁那年，他在山姆驯化的猎犬“狮子”帮助下，杀死了“老班”，从而走向了成熟。这篇故事写了与命运的搏斗，强调人类只有通过自己的选择来完成对自身的超越。